# Secu
Secu é uma comuna romena localizada no distrito de Dolj, na região de Oltênia. A comuna possui uma área de 27.50 km² e sua população era de 1213 habitantes segundo o censo de 2007.